# Arquidiócesis de Dar es-Salam
La arquidiócesis de Dar es-Salam (en latín: Archidioecesis Daressalaamensis, en inglés: Roman Catholic Archdiocese of Dar-es-Salaam y en suajili: Jimbo Kuu la Dar-es-Salaam) es una circunscripción eclesiástica latina de la Iglesia católica en Tanzania. sede metropolitana de la provincia eclesiástica de Dar es-Salam. Se trata de una arquidiócesis latina, sede metropolitana de la provincia eclesiástica de Dar es-Salam. Desde el 15 de agosto de 2019 su arzobispo es Jude Thaddaeus Ruwa'ichi, de la Orden de los Hermanos Menores Capuchinos.

## Territorio y organización
La arquidiócesis tiene 39 849 km² y extiende su jurisdicción sobre los fieles católicos de rito latino residentes en la región de Dar es-Salam y en la parte centro meridional de la región de Pwani.
La sede de la arquidiócesis se encuentra en la ciudad de Dar es-Salam, en donde se halla la Catedral de San José.
En 2025 en la arquidiócesis existían 147 parroquias.
La arquidiócesis tiene como sufragáneas a las diócesis de: Bagamoyo, Ifakara, Mahenge, Morogoro, Tanga y Zanzíbar.

## Historia
La prefectura apostólica de Zanguebar Meridional fue erigida el 16 de noviembre de 1887 mediante el decreto Cum Africae orientalis de la Congregación de Propaganda Fide, obteniendo el territorio del vicariato apostólico de Zanguebar (hoy arquidiócesis de Nairobi).
El 15 de septiembre de 1902 la prefectura apostólica fue elevada a vicariato apostólico con el breve Romani Pontifices del papa León XIII.
El 10 de agosto de 1906 asumió el nombre de vicariato apostólico de Dar es-Salaam por decreto de la Congregación de Propaganda Fide.
El 12 de noviembre de 1913 cedió una parte de su territorio para la erección de la prefectura apostólica de Lindi (hoy arquidiócesis de Songea) mediante el decreto Ut ad orientales de la Propaganda Fide.
El 3 de marzo de 1922 cedió otra parte de su territorio para la erección de la prefectura apostólica de Iringa (hoy diócesis de Iringa) mediante el breve Quae rei sacrae del papa Pío XI.
El 25 de marzo de 1953 el vicariato apostólico fue elevado al rango de arquidiócesis metropolitana mediante la bula Quemadmodum ad Nos del papa Pío XII.
El 21 de abril de 1964 cedió otra porción de su territorio para la erección de la diócesis de Mahenge mediante la bula Praeceptum illud del papa Pablo VI.
El 9 de julio de 1964, mediante el decreto Cum in territorio de la Congregación de Propaganda Fide, cedió el distrito de Liwale a la diócesis de Nachingwea (hoy diócesis de Lindi).
El 7 de marzo de 2025 cedió una porción de su territorio para la erección por el papa Francisco de la diócesis de Bagamoyo.

## Estadísticas
Según el Boletín de la Santa Sede del 7 de marzo de 2025 la arquidiócesis tenía a principios de 2025 un total de 1 800 395 fieles bautizados.
| Año                                                                             | Población            | Población | Población      | Sacerdotes | Sacerdotes    | Sacerdotes    | Bautizados por sacerdote | Diáconos permanentes | Religiosos | Religiosos | Parroquias |
| Año                                                                             | Bautizados católicos | Total     | % de católicos | Total      | Clero secular | Clero regular | Bautizados por sacerdote | Diáconos permanentes | Varones    | Mujeres    | Parroquias |
| ------------------------------------------------------------------------------- | -------------------- | --------- | -------------- | ---------- | ------------- | ------------- | ------------------------ | -------------------- | ---------- | ---------- | ---------- |
| 1950                                                                            | 46 850               | 500 000   | 9.4            | 51         | 4             | 47            | 918                      |                      | 85         | 51         | 19         |
| 1969                                                                            | 48 000               | 764 861   | 6.3            | 44         | 5             | 39            | 1090                     |                      | 50         | 81         | 13         |
| 1980                                                                            | 200 000              | 1 385 000 | 14.4           | 41         | 6             | 35            | 4878                     |                      | 45         | 90         | 29         |
| 1990                                                                            | 439 900              | 1 432 000 | 30.7           | 48         | 13            | 35            | 9164                     |                      | 45         | 129        | 20         |
| 1999                                                                            | 554 578              | 3 217 067 | 17.2           | 99         | 27            | 72            | 5601                     |                      | 99         | 229        | 33         |
| 2000                                                                            | 869 340              | 4 187 564 | 20.8           | 112        | 31            | 81            | 7761                     |                      | 115        | 242        | 36         |
| 2001                                                                            | 900 500              | 4 500 000 | 20.0           | 125        | 30            | 95            | 7204                     |                      | 129        | 292        | 38         |
| 2002                                                                            | 1 300 500            | 4 500 000 | 28.9           | 131        | 36            | 95            | 9927                     |                      | 130        | 303        | 41         |
| 2003                                                                            | 1 000 500            | 4 600 000 | 21.8           | 129        | 32            | 97            | 7755                     |                      | 134        | 322        | 41         |
| 2004                                                                            | 1 416 400            | 4 720 600 | 30.0           | 129        | 32            | 97            | 10 979                   |                      | 135        | 321        | 44         |
| 2006                                                                            | 1 430 000            | 4 800 000 | 29.8           | 187        | 47            | 140           | 7647                     |                      | 261        | 458        | 50         |
| 2013                                                                            | 1 718 000            | 5 661 000 | 30.3           | 348        | 91            | 257           | 4936                     |                      | 368        | 550        | 75         |
| 2016                                                                            | 1 720 108            | 5 782 472 | 29.7           | 302        | 91            | 211           | 5695                     |                      | 264        | 645        | 89         |
| 2019                                                                            | 1 788 542            | 6 200 000 | 28.8           | 302        | 99            | 203           | 5922                     |                      | 267        | 690        | 114        |
| 2021                                                                            | 1 801 500            | 6 350 000 | 28.4           | 326        | 113           | 213           | 5526                     |                      | 287        | 683        | 124        |
| 2023                                                                            | 1 850 000            | 7 087 307 | 26.1           | 371        | 123           | 248           | 4986                     |                      | 291        | 927        | 147        |
| 2025                                                                            | 1 800 395            | 6 907 307 | 26.1           | 365        | 110           | 255           | 4932                     |                      |            | 42         | 147        |
| Fuente: Catholic-Hierarchy, que a su vez toma los datos del Anuario Pontificio. |                      |           |                |            |               |               |                          |                      |            |            |            |

## Episcopologio
- Bonifatius (Magnus) Fleschutz, O.S.B. † (18 de noviembre de 1887-29 de enero de 1891 falleció)
  - Sede vacante (1891-1894)
- Maurus (Franz Xaver) Hartmann, O.S.B. † (1 de julio de 1894-15 de septiembre de 1902 renunció)
- Cassian (Franz Anton) Spiß, O.S.B. † (15 de septiembre de 1902-14 de agosto de 1905 falleció)
- Thomas Spreiter, O.S.B. † (13 de marzo de 1906-24  de noviembre de 1920 renunció)
  - Sede vacante (1920-1923)
- Joseph Gabriel Zelger, O.F.M.Cap. † (15 de febrero de 1923-5 de julio de 1929 renunció)
- Edgard Aristide Maranta, O.F.M.Cap. † (27 de marzo de 1930-19 de diciembre de 1968 renunció[nota 2])
- Laurean Rugambwa † (19 de diciembre de 1968-22 de julio de 1992 retirado)
- Polycarp Pengo (22 de julio de 1992 por sucesión-15 de agosto de 2019 retirado)
- Jude Thaddaeus Ruwa'ichi, O.F.M.Cap., por sucesión el 15 de agosto de 2019